# Arthrographis lignicola
Arthrographis lignicola är en svampart som beskrevs av Sigler 1983. Arthrographis lignicola ingår i släktet Arthrographis och familjen Eremomycetaceae.   Inga underarter finns listade i Catalogue of Life.